# Phường 7, thành phố Trà Vinh
Phường 7 là một phường thuộc thành phố Trà Vinh, tỉnh Trà Vinh, Việt Nam.

## Địa lý
Phường 7 nằm ở phía tây thành phố Trà Vinh, có vị trí địa lý:
- Phía đông giáp Phường 2, Phường 3, Phường 9
- Phía tây giáp huyện Châu Thành
- Phía nam giáp Phường 8
- Phía bắc giáp Phường 1 và xã Long Đức.

Phường 7 có diện tích 5,78 km², dân số năm 2022 là 16.694 người, mật độ dân số đạt 2.888 người/km².

## Hành chính
Phường 7 được chia thành 10 khóm: 1, 2, 3, 4, 5, 6, 7, 8, 9, 10.

## Lịch sử
Sau năm 1975, Phường 7 thuộc thị xã Trà Vinh.
Ngày 4 tháng 3 năm 2010, Chính phủ ban hành Nghị quyết số 11/NQ-CP về việc thành lập thành phố Trà Vinh thuộc tỉnh Trà Vinh. Phường 7 trực thuộc thành phố Trà Vinh.